# Réda Babouche
Réda Babouche (Skikda, 3 luglio 1979) è un ex calciatore algerino, di ruolo difensore.

## Carriera

### Club
Ha giocato nella prima divisione algerina.

### Nazionale
Tra il 2005 ed il 2010 ha giocato 2 partite con la nazionale algerina, con la quale ha anche partecipato alla Coppa d'Africa del 2010.

## Palmarès

### Club

#### Competizioni nazionali
- Campionato algerino: 1

MC Alger: 2009-2010
- Coppa d'Algeria: 2

MC Alger: 2005-2006, 2006-2007
- Supercoppa d'Algeria: 2

MC Alger: 2006, 2007